# 기린 맥주
기린 맥주 주식회사(일본어: 麒麟麦酒株式会社, 영어: Kirin Brewery Company, Limited)는 일본 굴지의 주류 회사이다. 일반 기업 이름 표기로, 가타카나로 기린 맥주(キリンビール)가 사용되는 경우도 있다.

## 개요
현재 법인은 지주 회사인 기린 홀딩스 주식회사(구 기린 맥주의 개편에 따라 설립)의 자회사, 맥주나 발포주를 제조하는 사업 자회사의 자리 매김했다. 기업 그룹은 미쓰비시 그룹에 속한다.
회사명의 기린은 중국의 전설속의 동물인 기린에서 유래하였다.

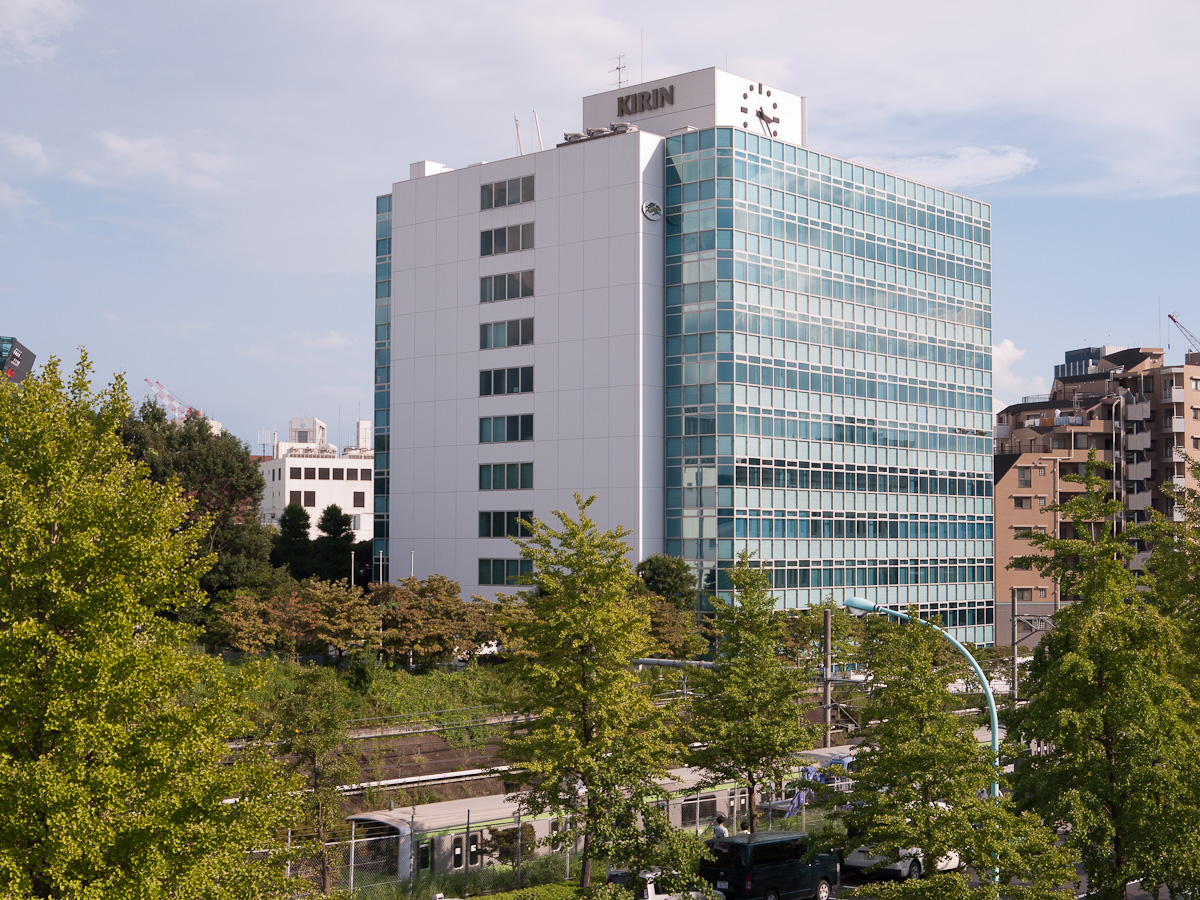
기린 맥주 본사(시부야 구 진구마에)

## 연혁
- 1870년 노르웨이계 미국인 윌리엄 코플랜드가 일본에서 처음으로 대중을 위한 맥주를 양조·판매 한 기업 "스프링 밸리 양조장 (코플랜드 맥주)"을 기원으로 하는 일본 맥주 사업의 선도적인 기업이다.
- 이후, 수많은 변천을 거쳐, 1907년에 미쓰비시 그룹 산하의 일본 국적 회사 "기린 맥주"로 새로운 출범, 제2차 세계 대전 후에는 점차 생산량을 늘려, 1954년에는 연간 금고 배출량에서 톱 쉐어를 획득 해, 일본내 맥주 기업의 지위를 확고히 하면서, 아사히 맥주의 "아사히 슈퍼 드라이"의 대두까지 지속적으로 선두를 지켰다.
- 2007년 7월 1일, 기존의 사업 지주 회사 "기린 맥주 (구)"는 "기린"으로 사명을 변경하고 순수 지주 회사가 되었다.
- 2009년에는 아사히 맥주가 맥주 류(맥주·발포주·제3 맥주)에서 "판매 수량" 선두로, 신상품의 투입 전투에서 치열한 점유율 쟁탈전을 벌이고 있지만 , 발포주와 제3 맥주에서는 기린이 톱 쉐어를 획득하고, 2009년의 맥주 류 "출하량" 시장 점유율은 기린 맥주가 37.7%로 아사히 맥주의 37.5%를 따돌리고, 9년 만에 선두를 탈환하였다.
- "기린"이라는 이름의 유래에 대해서는 여러 설이 있지만, 당시의 기록에 따르면, 간부의 마사다 헤이고로의 제안에 의한 것으로 알려졌다. 또한, 창업자 코플랜드의 친한 친구의 이름이였던 "카린"에서 유래했다는 설도 있다.

## 주요 제품
- 기린 이치방 시보리 생맥주
- 기린 이치방 시보리 프로즌 생맥주
- 기린 라거
- 기린 클래식 라거
- 이치방 스타우트
- 하트 랜드 맥주

프리미엄 맥주
- 그랜드 기린 (GRAND KIRIN)
- 기린 부라우마이스타

### 신제품
- 기린 넘어가는 맛 <생>
- 기린 코쿠의 시간 <호화 보리>
- 기린 본격 <드라이 보리>
- 겨울 기린
- 기린 진한 맛 <당질 0>
- 기린 보리 축제

무알콜 맥주 맛 음료
- 기린 프리
- 기린 쉬는 날의 Alc.0.00 %

### 외국 맥주(수입 판매)
- 버드 와이저
- 하이네켄
- 기네스

### 발포주
- 기린 담려 <생>
- 담려 그린 라벨 (당질 70% 오프)
- 담려 W (더블)
- 기린 제로 <생>

### 츄하이·칵테일
- 기린 츄하이 빙결
  - 스트롱 시리즈
  - 당질 50% 오프 시리즈
  - <ZERO시리즈> 레몬 (당류 제로)
  - <좋은 과일의 3%>
  - 기린 와인 칵테일 와인 스프릿 차 흰색
- 무알콜 츄하이
  - 기린 무알콜 츄하이 제로 하이

외

## 같이 보기
- 기린컵
- 하이트진로 - 기린 맥주의 대한민국 수입 판매 업체